# Вилистон Хајландс (Флорида)
Вилистон Хајландс (енгл. Williston Highlands) насељено је место без административног статуса у америчкој савезној држави Флорида.

## Демографија
По попису из 2010. године број становника је 2.275, што је 889 (64,1%) становника више него 2000. године.
| Група             | 2000.         | 2010.         |
| Белци             | 1.269 (91,6%) | 2.002 (88,0%) |
| Афроамериканци    | 51 (3,7%)     | 90 (4,0%)     |
| Азијати           | 2 (0,1%)      | 0 (0,0%)      |
| Хиспаноамериканци | 54 (3,9%)     | 155 (6,8%)    |
| Укупно            | 1.386         | 2.275         |